# Slalom parallelo
Lo slalom parallelo, detto anche brevemente parallelo, è una delle discipline dello sci alpino. Si tratta di una gara durante la quale due sciatori contemporaneamente gareggiano su percorsi paralleli, di medesima lunghezza, passando attraverso una serie di porte disposte sul tracciato. Le porte sono quelle tipiche dello slalom gigante.
Il campione del mondo in carica è il tedesco Alexander Schmid, mentre la campionessa è la norvegese Maria Therese Tviberg.

## Descrizione della gara
Tipicamente una gara di slalom parallelo si svolge in due manche, e risulta vincitore lo sciatore che ha realizzato il tempo complessivo minore sulle due prove. Nel caso un atleta salti una porta, è previsto che gli si attribuisca un handicap temporale di distacco prestabilito dal regolamento. Gli sciatori durante la seconda prova scendono lungo il tracciato prima percorso dall'avversario. È una competizione disputata raramente nelle gare ufficiali di Coppa del Mondo che è stata reintrodotta dalla FIS nel 2011 e prevede la partecipazione dei primi sedici sciatori della classifica generale. Le prove si svolgono ad eliminazione diretta, col vincitore che affronterà l'atleta che ha superato un'altra eliminatoria, a partire dagli ottavi di finale fino alla finale conclusiva.

## Storia
Lo slalom parallelo è una disciplina che è stata affrontata in poche occasioni dagli sciatori del circo bianco, anche se non mancano episodi restati negli annali, come il primo della storia della Coppa del Mondo, il parallelo disputato nel 1975 in Val Gardena, vinto dall'azzurro Gustav Thöni, col quale venne aggiudicata la Coppa del Mondo di quella stagione, in una sfida che vide i tre contendenti, lo stesso Thöni, il grande discesista austriaco Franz Klammer e l'astro nascente lo svedese Ingemar Stenmark, giocarsi la coppa di cristallo proprio in un parallelo che concludeva la stagione.
In seguito a questo successo il parallelo fu riproposto due volte nella stagione 1980-1981 e 1981-1982, ma non vi parteciparono i grandi campioni di quell'epoca. Rimasto per molti anni a livello di evento estemporaneo in prove non ufficiali, è ricomparso nei calendari della Coppa del mondo nel 2010-2011, con il parallelo di Monaco, con lo scopo di promuovere lo sci alpino anche presso le grandi platee; infatti la località prescelta per la competizione non è la classica stazione sciistica invernale, bensì la città di Monaco di Baviera. Anche se si tratta di un classico parallelo cui partecipano solo 16 atleti, la FIS rinomina la gara City Event.
L'esperimento non solo è confermato anche l'anno successivo (la tappa viene però annullata per mancanza di neve), ma viene introdotta un'ulteriore prova da tenersi a Mosca. In questi ultimi anni si sono disputati due slalom paralleli a stagione, che hanno visto partecipare tutti i migliori atleti del Circo Bianco, con le vittorie dei più grandi slalomisti e gigantisti come Ivica Kostelić, Marcel Hirscher, Felix Neureuther e Alexis Pinturault. Negli anni 2000 i punti conquistati nello slalom parallelo sono validi oltre che per la Coppa del mondo anche per la classifica di slalom speciale. Nella stagione 2019-2020 fu assegnata una specifica Coppa del Mondo di slalom parallelo.